# Eligio Anzola
Eligio Anzola Anzola (Barquisimeto, estado Lara, Venezuela, 10 de julio de 1908; Ibidem, 23 de abril de 2001) fue un político y locutor venezolano, gobernador del estado Lara y ministro de relaciones interiores en la época de Romulo Betancourt.

## Primeros años
Hijo de Fortunato Anzola Unda y de Sara Anzola Cazorla, realizó sus estudios de bachillerato en el Colegio La Salle. Se trasladó a Caracas para luego ingresar a la Universidad Central de Venezuela y cursar estudios en Ciencias Políticas y Sociales. Obtuvo el título de Doctor en Ciencias Políticas en 1934. Se casó con Hortensia Millán Bruzual de Anzola, con quien tuvo 3 hijos.
Fue director del Liceo Vargas en 1932 y trabajó como locutor de Radio Caracas Radio entre 1932 y 1933, para regresar a Barquisimeto tras la muerte de Juan Vicente Gómez en diciembre de 1935.  Allí ejerció como director y docente en historia, filosofía y latín en el Liceo Lisandro Alvarado; también ejerció como Jefe Civil y prefecto del distrito Iribarren en 1938.
Fundó, junto a otras personalidades, el primer Comité pro elecciones libres. En 1938 fundó y pasó a dirigir el diario "Mañana" de la ciudad de Barquisimeto. Obligado a actuar en la clandestinidad, a principios de los años 40 se convirtió en uno de los fundadores del Partido Democrático Nacional. Tras un llamado de Rómulo Betancourt, el 13 de septiembre de 1941 participó en el acto del Nuevo Circo de Caracas que dio origen al partido Acción Democrática.
En 1945, participó de la firma de la constitución de la Junta Revolucionaria de Gobierno. Posteriormente se desempeñó como gobernador de Lara (1945-1948), donde emprendió la reconstrucción y ampliación del puente Bolívar, además de desarrollar un plan de cloacas. En febrero de 1948 es designado ministro de Relaciones Interiores, cargo que ocupó hasta noviembre de 1948.

## Lucha en la dictadura y en el exilio
Después del golpe de Estado en Venezuela de 1948 que derrocó al presidente Rómulo Gallegos, y el comienzo de la dictadura militar; Anzola es hecho preso en la cárcel Modelo de Caracas y luego enviado al exilio a México. Regresó de forma clandestina el 3 de junio de 1951, actuando bajo el seudónimo de “Aguirre” o “Tovar”. Tras el asesinato de Leonardo Ruiz Pineda y la detención de Alberto Carnevali es nombrado Secretario General del partido Acción Democrática.
Fue apresado el 25 de abril de 1953, tras sufrir un atentado donde su vehículo recibió varias descarga de fusil-ametralladora. Es sometido a torturas y pasó varios meses en los calabozos de la Dirección de Seguridad Nacional y en la Cárcel Modelo de Caracas, donde también estaba detenida su esposa.
Fue trasladado a la Cárcel Nueva de Ciudad Bolívar, donde permaneció preso durante 28 meses. Allí se ocupó de reorganizar internamente los cuadros del partido. El 26 de noviembre de 1955 es trasladado a la ciudad de Caracas, desde donde fue expatriado nuevamente el 6 de diciembre de ese año, con destino a Río de Janeiro. De allí pasó a Uruguay, donde en 1956 trabajó como funcionario de la Biblioteca del Congreso.

## En la democracia
Tras el Golpe de Estado en Venezuela de 1958 en contra del general Marcos Pérez Jiménez, regresó al país en abril de 1958. Allí ejerció su profesión, trasladándose a su estado nativo para dirigir la Campaña electoral a las presidenciales de diciembre de ese año, donde resultó elegido Rómulo Betancourt como Presidente de La República. En esas elecciones fue elegido senador para el período 1959-1964 y ocupó nuevamente la gobernación del estado Lara para el periodo 1959-1963. Desde este cargo ejecutó la construcción de obras como la Concha acústica de Barquisimeto, el primer puente sobre el río Turbio, desarrolló un plan de viviendas, acueductos, electricidad, caminos de penetración, medicaturas y escuelas en todo el estado. Fue 2 veces precandidato a la Presidencia de la República.
En 1964 fue designado embajador de Venezuela ante la República Argentina, y más tarde embajador en misión especial ante el gobierno de Cuba. Fue precandidato a la candidatura presidencial de Acción Democrática en 1968. En 1985, fue homenajeado en Lara por distintas instituciones, entre ellas la Universidad Centroccidental Lisandro Alvarado, la Federación de Trabajadores del Estado Lara y el Colegio de Abogados.
Recibió las condecoraciones Orden del Libertador, Orden Francisco de Miranda, Orden de Andrés Bello y Orden Jacinto Lara, todas en primera clase; así como en Argentina la Orden José de San Martín; la Orden Ciudad de Barquisimeto, otorgada por el Concejo del Distrito Iribarren y la Orden Cruz de las Fuerzas Armadas Policiales. Parte de su Biblioteca personal es conservada gracias a unos de sus hijos, el Doctor Iván Anzola Millán, en la Fonoteca de Barquisimeto. Murió en Barquisimeto el 23 de abril de 2001 a las 8 y media de la noche.
- Ministerio del Poder Popular para Relaciones Interiores, Justicia y Paz
- II Legislatura del Congreso Nacional de Venezuela